# Ланье (Мёрт и Мозель)
Ланье́ (фр. Lagney) — коммуна во французском департаменте Мёрт и Мозель региона Лотарингия. Относится к  кантону Туль-Нор.	

## География
Ланье расположен в 50 км к югу от Меца и в 26 км к западу от Нанси. Соседние коммуны: Мениль-ла-Тур и Андийи на северо-востоке, Буврон и Франшвиль на востоке, Люсе и Брюле на юге, Ланёввиль-деррьер-Фуг и Тронд на юго-западе, Бук на северо-западе.
К северу от коммуны находятся леса Королевы, лесной массив площадью около 5000 га на территории департаментов Мёрт и Мозель и Мёз, в котором имеются несколько естественных озёр.

## История
- На территории коммуны имеются следы эпохи Меровингов.

## Демография
Население коммуны на 2010 год составляло 490 человек.
| 1962 | 1968 | 1975 | 1982 | 1990 | 1999 | 2010 |
| ---- | ---- | ---- | ---- | ---- | ---- | ---- |
| 283  | 272  | 299  | 346  | 418  | 413  | 490  |

## Достопримечательности
- Церковь XIX века.